# 28 Costumes
28 Costumes, còn được gọi là Cossies, là một ban nhạc pop đến từ Liverpool. Họ ký hợp đồng với Spank Records vào cuối năm 2003 và phát hành bốn đĩa đơn và một album cùng hãng. Album của họ, The Fake Death Experience, đã được đánh giá tích cực, trong số các ấn phẩm, trong đó có tạp chí The Independent và Artrocker. Ban nhạc kể từ đó đã phát hành EP Electrical Fever dưới nhãn đĩa Invicta Hi Fi Records, và tự phát hành đĩa đơn "Erika"/"Death Mask".
Họ hồ sơ đã được giới thiệu ở Vương quốc Anh trên đài phát thanh của DJ Steve Lamacq, Huw Stephens, Janice Long và John Kennedy. Đĩa đơn "Erika" đã được giới thiệu trên Hollyoaks và trên chương trình BBC One.
Ban nhạc đã chơi tại lễ hội South by Southwest ở Austin, Texas vào năm 2007, tại Lễ hội Glastonbury năm 2008, và hỗ trợ Editors và Futureheads trong chuyến lưu diễn.
Vào tháng 4 năm 2010, ca sĩ chính Chris chuyển đến Berlin. Có một buổi hòa nhạc chia tay được tổ chức tại Le Bateau, Liverpool, trong đó đội hình ban đầu của ban nhạc đã được tập hợp. Ban nhạc có 2 album đã được thu âm và hoàn thành vẫn chưa được phát hành. Bản đầu tiên (Adnventure Stories) được thu âm ngay sau khi phát hành album đầu tay và bản thứ hai (This Band Has Eaten All Our Money) được thu âm vào mùa hè năm 2008. Hiện tại ban nhạc đang thực hiện 4th Long Player cũng như đang theo đuổi nhiều dự án âm nhạc khác bao gồm Hallo... I Love You! Silent Sleep, Elle S'Appelle và House That Jack Built.

## Đội hình
Đội hình hiện tại:
- Christopher McIntosh - Giọng hát / Guitar (2003 – nay)
- Tony Reilly - Guitar / Hát đệm (2003 – nay)
- Andy Donovan - Guitar / Hát đệm / Trống (2008 – nay)
- Paul Green - Keyboard / Bộ gõ / Hát phụ (tháng 4 năm 2010 - nay)
- Graham Jones - Bass (2010 – nay)

Các thành viên trước đây:
- Alastair McPhie - Trống (2005–2009)
- Joanne Body - Bass (2008–2009)
- Geoff Williams - Bass (2007–2008)
- Liam Keightly - Trống (2003)
- Nick Hoare - Trống (2003–2005)
- Paul Green - Hát trầm / đệm (2003–2007)

## Danh sách đĩa nhạc

### Album
- The Fake Death Experience (2004)

### EP
- Hoy (2003)
- Electrical Fever (2007)
- Die (2007)

### Đĩa đơn
- "Hurricane" (2004)
- "21 Years" (2004)
- "Cash Advance" (2005)
- "Inside/Outside" (2006)
- "You Excite Me" (2006)
- "Erika" (2008)